# 酸面包

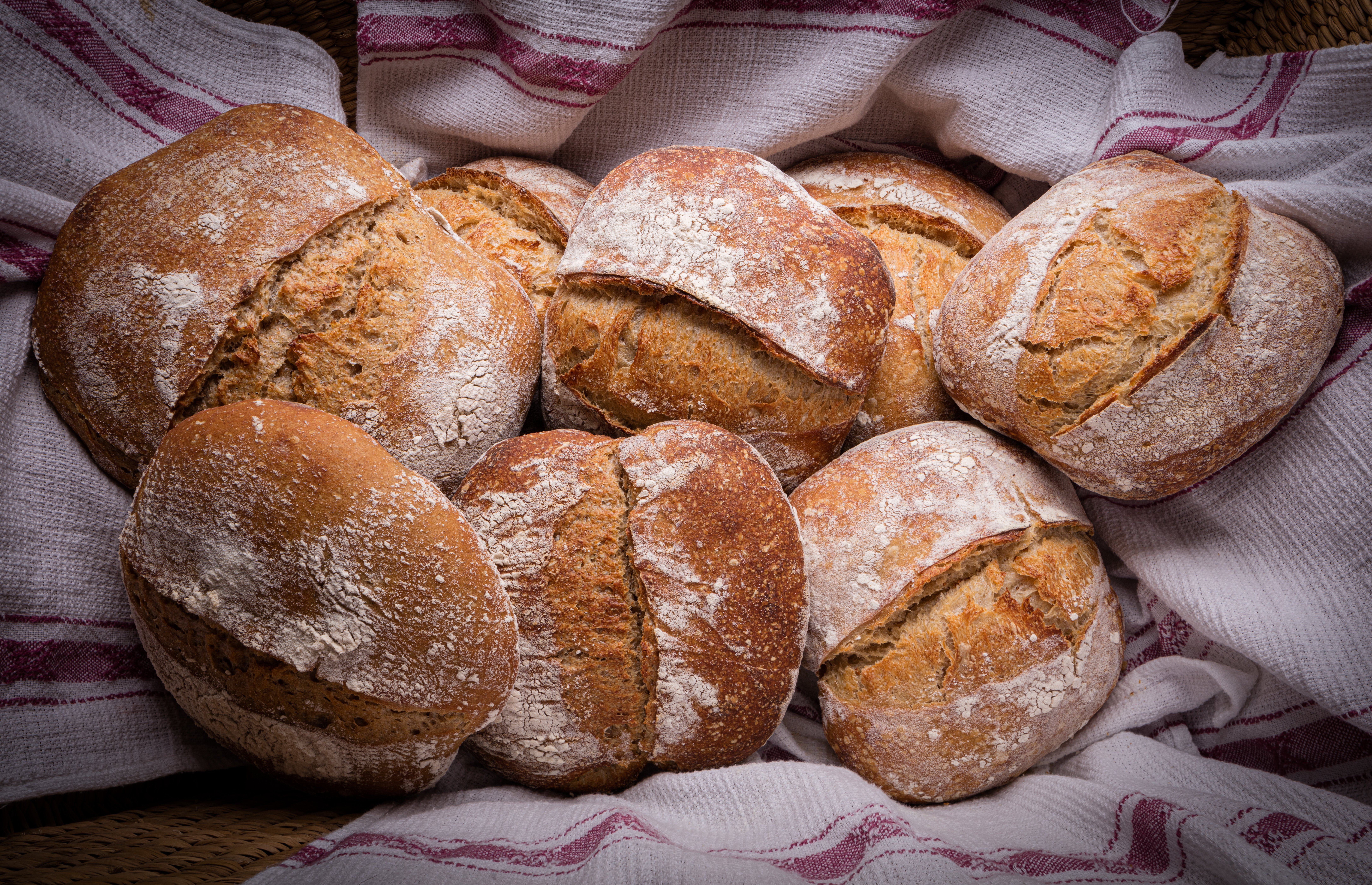
酸面包

酸面包又称为歐包，是一種通過乳杆菌科細菌和酵母发酵制成的麵包，在發酵前它們是生麵團，發酵後還要烘烤。生麵團发酵時會产生乳酸，此時酸面包會有一股酸味。  酸面包以黑麦面粉或小麦面粉为主要原料。黑麦在欧洲较多，当地許多人民以酸面包为主要食品。